# Neobisium dinaricum
Espèce
Neobisium dinaricum est une espèce de pseudoscorpions de la famille des Neobisiidae.

## Distribution
Cette espèce se rencontre au Monténégro et en Croatie.

## Liste des sous-espèces
Selon Pseudoscorpions of the World (version 3.0) :
- Neobisium dinaricum caligatum Beier, 1938
- Neobisium dinaricum dinaricum Hadži, 1933
- Neobisium dinaricum tartareum Beier, 1938

## Étymologie
Son nom d'espèce lui a été donné en référence au lieu de sa découverte, les Alpes dinariques.

## Publications originales
- Hadži, 1933 : Prinos poznavanju pseudoskorpijske faune Primorja. Prirodoslovna Istraživanja Kraljevine Jugoslavije, vol. 18, p. 125-192.
- Beier, 1938 : Vorläufige Mitteilung über neue Höhlenpseudoscorpione der Balkanhalbinsel. Studien aus dem Gebiete der Allgemeinen Karstforschung, der Wissenschaftlichen Höhlenkunde, der Eiszeitforschung und den Nachbargebieten, vol. 3, p. 5-8.